# Stora Sloanmuren

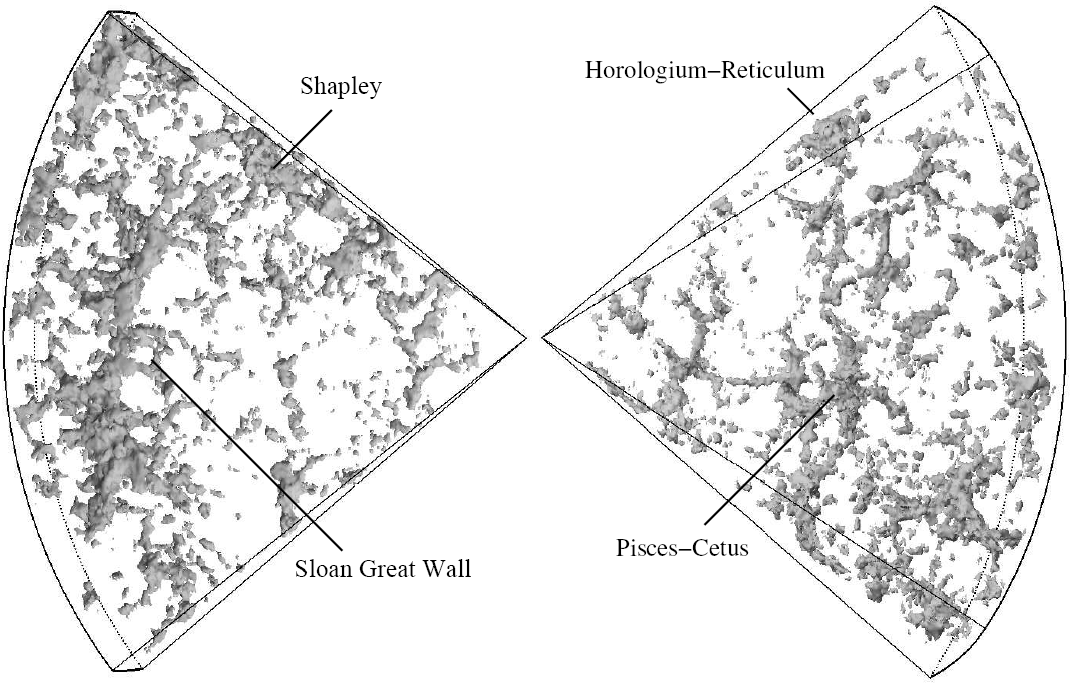
Stora Sloanmuren till vänster i bilden.

Stora Sloanmuren (SGW) är ett galaxfilament, som består av en gigantisk mur av galaxer, 1,4 miljarder ljusår lång, vilket är ungefär en sextiondedel av diametern på hela det observerbara universum. Den är en av de största kända strukturerna i universum och befinner sig på ungefär en miljard ljusårs avstånd från jorden.
Upptäckten av Stora Sloanmuren offentliggjordes den 20 oktober 2003 av J. Richard Gott vid Princeton University och Mario Jurić samt deras kollegor, baserat på data från Sloan Digital Sky Survey.
Stora Sloanmuren var den största kända strukturen i universum till och med januari 2013, då en gigantisk stor kvasargrupp upptäcktes.